# Monomorium dentigerum
Monomorium dentigerum är en myrart som först beskrevs av Julius Roger 1862.  Monomorium dentigerum ingår i släktet Monomorium och familjen myror. Inga underarter finns listade i Catalogue of Life.